# Cardamine
Cardamine és un gran gènere de plantes amb flors de la família Brassicàcia. Consta de més de 150 espècies de plantes anuals i perennes. El gènere és cosmopolita però no es troba a l'Antàrtida. Un sinònim d'aquest gènere és Dentaria.
El nom Cardamine deriva del grec kardamon, referint-se a una herba de Pèrsia o l'Índia amb fulles punxents. Les fulles poden tenir diverses formes des de diminutes a de mida mitjana. Poden ser pinnades o bipinnades. Són basals i caulinars (creixen des de la part de baix de la tija) formant una roseta. Les flors tenen simetria radial, són blanques rosades o porpres, són hermafrodites. Els fruits són síliqües llargues dehiscents amb de 20 a 100 llavors, en alguns llocs es considera una mala herba." Algunes espècies del gènere es consideren medicinals (per al cor i estómac)

## Taxonomia
Als Països Catalans són autòctones les espècies següents:Cardamine heptaphylla, Cardamine resedifolia, Cardamine pentaphyllos, Cardamine impatiens, Cardamine bellidifolia, Cardamine parviflora, Cardamine hirsuta, Cardamine flexuosa, Cardamine pyrenaica, Cardamine amara i Cardamine pratensis (creixen de prat). Altres espècies són:
- Cardamine africana
- Cardamine amara
- Cardamine amporitana
- Cardamine angulata -
- Cardamine angustata
- Cardamine bellidifolia
- Cardamine bilobata
- Cardamine breweri
- Cardamine bulbifera
- Cardamine bulbosa
- Cardamine californica
- Cardamine changbaiana
- Cardamine chenopodiifolia
- Cardamine clematitis
- Cardamine concatenata
- Cardamine constancei
- Cardamine cordifolia
- Cardamine corymbosa
- Cardamine debilis
- Cardamine dentata
- Cardamine digitata
- Cardamine diphylla
- Cardamine dissecta
- Cardamine douglassii
- Cardamine enneaphyllos
- Cardamine fargesiana
- Cardamine flagellifera
- Cardamine flexuosa
- Cardamine gambelii
- Cardamine glacialis
- Cardamine gouldii[3]
- Cardamine gunnii
- Cardamine gunnii-lilacina
- Cardamine heptaphylla
- Cardamine hirsuta
- Cardamine impatiens
- Cardamine jamesonii
- Cardamine keysseri
- Cardamine laciniata
- Cardamine lihengiana
- Cardamine lilacina
- Cardamine lojanensis
- Cardamine longii
- Cardamine lyrata
- Cardamine macrocarpa
- Cardamine maritima
- Cardamine matthiola
- Cardamine maxima
- Cardamine micranthera
- Cardamine microphylla
- Cardamine montelucii
- Cardamine nuttallii
- Cardamine nymanii
- Cardamine obliqua
- Cardamine occidentalis
- Cardamine oligosperma (Idaho)
- Cardamine pachystigma
- Cardamine palustris
- Cardamine parviflora
- Cardamine pattersonii
- Cardamine paucijuga
- Cardamine penduliflora
- Cardamine pensylvanica (Pennsilvània)
- Cardamine pentaphyllos
- Cardamine pratensis
- Cardamine pulcherrima
- Cardamine purpurascens
- Cardamine purpurea
- Cardamine regeliana (Japó)
- Cardamine residifolia
- Cardamine raphanifolia
- Cardamine rotundifolia (Watercress)
- Cardamine rupicola
- Cardamine scutata (Chamsur, Katmandú, Nepal)
- Cardamine seidlitziana
- Cardamine tenera
- Cardamine trichocarpa
- Cardamine trifoliata
- Cardamine uliginosa

Híbrids
- Cardamine × anomala Anomalous Bittercress
- Cardamine × incisa Incised Bittercress